# Foramen intervertebral
El foramen intervertebral (también llamado foramen neural, y a menudo abreviado como foramen IV o FIV), es un foramen entre dos vértebras espinales. Las vértebras cervicales, torácicas y lumbares tienen un foramen intervertebral.
La foramina, o aberturas, está presente entre cada par de vértebras en estas áreas. Varias estructuras pasan a través de la foramina. La raíz de cada nervio espinal, la arteria espinal de la arteria segmentaria, las venas comunicantes entre los plexos internos y externos, las ramas meníngeas de los nervios espinales y los ligamentos transforaminales.
Cuando las vértebras espinales se articulan entre sí, los cuerpos forman un fuerte pilar que sostiene la cabeza y el tronco, y el foramen vertebral constituye un canal para la protección de la médula espinal.
El tamaño del foramen es variable debido a la colocación, la patología, la carga de la columna vertebral y la postura.
La foramina puede ser ocluida por cambios degenerativos artríticos y lesiones que ocupan el espacio como tumores, metástasis y hernias discales espinales.
Específicamente, el foramen intervertebral está bordeado por la muesca superior de la vértebra adyacente, la muesca inferior de la vértebra, la articulación intervertebral y el disco intervertebral